# Championnat de Suisse de rugby à XV 2022-2023
Navigation
LNA 2021-2022 LNA 2023-2024
Le championnat de Suisse de rugby à XV 2022-2023 ou LNA 2022-2023 oppose les huit meilleures équipes suisses de Rugby à XV.

## Liste des équipes en compétition
| Genève PLO Nyon Lausanne UC Yverdon Stade Lausanne Hermance Zürich Avusy |

| Équipe                         | Entraineur(s) | Stade                               | Capacité | Ville             |
| ------------------------------ | ------------- | ----------------------------------- | -------- | ----------------- |
| RC Avusy                       |               | Stade d'Athenaz                     |          | Avusy             |
| Rugby Club Yverdon             |               | Stade municipal d'Yverdon-les-Bains |          | Yverdon-les-Bains |
| RC Genève Plan-les-Ouates      |               | Centre Sportif des Cherpines        |          | Plan-les-Ouates   |
| Hermance Région RC             |               | Stade Marius Berthet                |          | Chens-sur-Léman   |
| Stade Lausanne RC              |               | Centre sportif de Chavannes         |          | Lausanne          |
| Lausanne Université Club Rugby |               | Centre sportif de Dorigny           |          | Lausanne          |
| Nyon RC                        |               | Centre sportif de Colovray          |          | Nyon              |
| Grasshopper Zürich             |               | Allmend Brunau                      |          | Zürich            |

## Résumé des résultats

### Classement de la phase régulière
| Rang | Club                      | J  | V  | N | D  | Pm  | Pe  | Diff | Pts |
| ---- | ------------------------- | -- | -- | - | -- | --- | --- | ---- | --- |
| 1    | Grasshopper Zürich        | 14 | 13 | 1 | 0  | 502 | 201 | +301 | 65  |
| 2    | RC Yverdon (T)            | 14 | 10 | 2 | 2  | 514 | 216 | +298 | 55  |
| 3    | RC Avusy                  | 14 | 8  | 0 | 6  | 346 | 295 | +51  | 38  |
| 4    | Hermance RRC              | 14 | 6  | 0 | 8  | 219 | 374 | -155 | 27  |
| 5    | Stade Lausanne            | 14 | 5  | 0 | 9  | 258 | 441 | -183 | 27  |
| 6    | Nyon RC                   | 14 | 4  | 0 | 10 | 303 | 300 | +3   | 24  |
| 7    | RC Genève Plan-les-Ouates | 14 | 4  | 1 | 9  | 347 | 412 | -65  | 22  |
| 8    | Lausanne UC               | 14 | 4  | 0 | 10 | 253 | 503 | -250 | 20  |

|  | Qualifié pour les demi-finales (no 1, no 2, no 3, no 4). |
|  | Relégué (no 8).                                          |
|  | T : tenant du titre 2022                                 |

Champion de LNB, le Rugby Lugano est promu en LNA pour la prochaine saison.

## Phase finale
|  | Demi-finales       | Demi-finales |                    |    | Finale | Finale |
|  | Demi-finales       | Demi-finales |                    |    | Finale | Finale |
|  |                    |              |                    |    |        |        |
|  |                    |              |                    |    |        |        |
|  |                    |              |                    |    |        |        |
|  | Grasshopper Zürich | 53           |                    |    |        |        |
|  | Grasshopper Zürich | 53           |                    |    |        |        |
|  | Hermance Région RC | 17           |                    |    |        |        |
|  | Hermance Région RC | 17           | Grasshopper Zürich | 29 |        |        |
|  |                    |              | Grasshopper Zürich | 29 |        |        |
|  |                    | RC Yverdon   | 25                 |    |        |        |
|  | RC Yverdon         | RC Yverdon   | 25                 | 25 |        |        |
|  | RC Yverdon         |              |                    | 25 |        |        |
|  | RC Avusy           | 22           |                    |    |        |        |
|  | RC Avusy           | 22           |                    |    |        |        |